# محمد زكي العشماوي
محمد زكي العشماوي (1921 - 2005م)، كاتب وشاعر وناقد مصري راحل، ويُعد واحدًا من أهم أعلام النقد العربي المعاصر في مصر وخارجها؛ نشر أكثر من خمسين بحثًا في المجلات العربية المتخصصة.

## الحياة المُبكرة والتعليم
ولد محمد زكي العشماوي عام 1921م في مدينة فارسكور- دمياط شمال مصر. وحصل على ليسانس الآداب من جامعة الإسكندرية 1945، وماجستير في الأدب العربي من جامعة الإسكندرية 1951، ودكتوراه في النقد الأدبي من جامعة لندن 1954.

## المسيرة المهنية
تدرج في وظائف التدريس بجامعة الإسكندرية حتى صار أستاذا 1968، وعميدا 1974، وعين نائباً لرئيس الجامعة 76-1979، وعميداً لكلية الآداب ببيروت 1979-1981وأستاذًا متفرغاً بجامعة الإسكندرية 1981.
شارك في عضوية المجلس الأعلي للثقافة في مصر (1976-1998م)، وعضوية مجلس أمناء مؤسسة جائزة عبد العزيز سعود البابطين للإبداع الشعري (1991-1994 م)
أشرف على الكثير من رسائل الماجستير والدكتوراه في الجامعات المصرية والعربية.

## مؤلفاته
- إعداد الممثل، تأليف قسطنطين ستانيسلافسكي وترجمة محمد زكي العشماوي ومحمود مرسي أحمد دار النهضة العربية للطباعة والنشر والتوزيع، 1987م[3]
- قضايا النقد الادبي بين القديم والحديث[4]
- قضايا النقد الأدبي بين القديم والحديث[5]
- فلسفة الجمال في الفكر المعاصر، دار النهضة العربية، 1981م[6]
- الأدب وقيم الحياة المعاصرة[7]
- المسرح : أصوله واتجاهاته المعاصرة مع دراسات تحليلية مقارنة، دار النهضة العربية للطباعة والنشر والتوزيع، 2010م[8][9]
- النابغة الذبياني مع دراسة للقصيدة العربية في الجاهلية،[10]
- أعلام معاصرون من الشرق والغرب في الفكر والأدب والفن[11]
- موقف الشعر من الفن والحياة في العصر العباسي، [12]
- أعلام الأدب العربي الحديث واتجاهاتهم الفنية الشعر- المسرح- القصة- النقد الأدبي[13][14]
- الرؤية المعاصرة في الأدب والنقد[15]
- دراسات في النقد الأدبي المعاصر، دار النهضة العربية، 1986م[16]

## الجوائز
- جائزة التقدير العلمي لجامعة الإسكندرية والميدالية الذهبية 1979،
- جائزة مؤسسة الكويت للتقدم العلمي 1983،
- جائزة عبد العزيز سعود البابطين في النقد الأدبي 1990،
- جائزة الدولة التقديرية المصرية 1992م.